# カモジゴケ
カモジゴケ (Dicranum scoparium) は、シッポゴケ目シッポゴケ科の蘚類。

## 分布
各地に普通にみられる。草地の他、樹上や岩上などに広く生育する。

## 特徴
最大10cmほどに生長する中型から大型の種。葉は先が針状に伸び、長さ4.0-7.5mm。中肋の上部背面には、へりに歯を持つ薄板をもつ。
染色体数はn=11, 12, 13。

## 類似種
チャシッポゴケ（Dicranum fuscescens）やチシマシッポゴケ（Dicranum majus）に類似する。